# Вја дел Фило (Арецо)
Вја дел Фило је насеље у Италији у округу Арецо, региону Тоскана.
Према процени из 2011. у насељу је живело 76 становника. Насеље се налази на надморској висини од 247 м.